# 圣皮埃尔德瓦雷讷
圣皮埃尔德瓦雷讷（法語：Saint-Pierre-de-Varennes，法語發音：[sɛ̃ pjɛʁ də vaʁɛn]）是法国索恩-卢瓦尔省的一个市镇，属于欧坦区。

## 地理
圣皮埃尔德瓦雷讷（46°50'29"N, 4°29'57"E）面积23.08 平方千米，位于法国勃艮第-弗朗什-孔泰大區索恩-卢瓦尔省，该省份为法国中部省份，北起顺时针与科多尔省、汝拉省、安省、罗讷省、卢瓦尔省、阿列省和涅夫勒省接壤。
与圣皮埃尔德瓦雷讷接壤的市镇（或旧市镇、城区）包括：圣埃米朗、勒布勒伊、库什、埃塞尔泰讷、圣菲尔曼、圣让德特雷济。

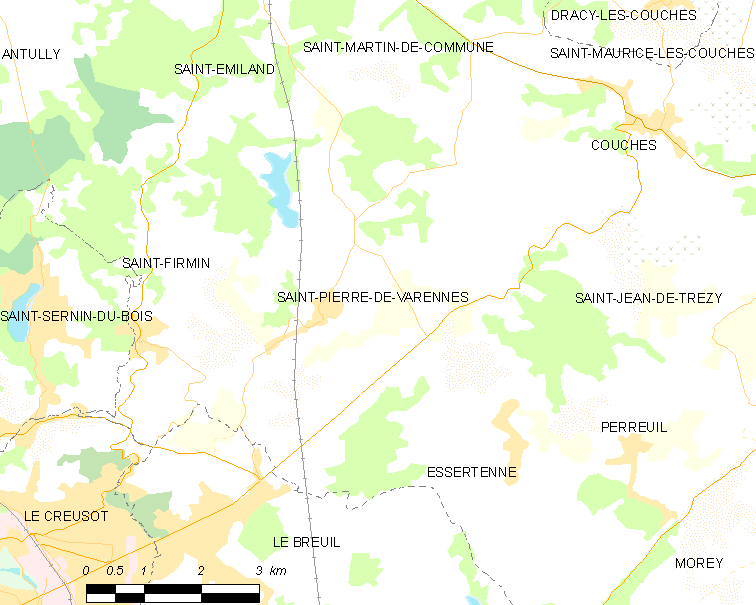
圣皮埃尔德瓦雷讷的OSM定位图

圣皮埃尔德瓦雷讷的时区为UTC+01:00、UTC+02:00（夏令时）。

## 行政
圣皮埃尔德瓦雷讷的邮政编码为71670，INSEE市镇编码为71468。

## 政治
圣皮埃尔德瓦雷讷所属的省级选区为勒克勒佐第二县。

## 人口

1962-2008年间圣皮埃尔德瓦雷讷人口变化图示

圣皮埃尔德瓦雷讷于2022年1月1日时的人口数量为837人。